# Brian Scott
Brian Scott (ur. 3 lipca 1960 w Skeldon) – polski dziennikarz radiowy i telewizyjny pochodzenia gujańskiego, aktor i nauczyciel; mieszka i pracuje w Krakowie.

## Życiorys
Ukończył dziennikarstwo na Uniwersytecie Jagiellońskim. Po studiach został dziennikarzem w radiu RMF FM, w którym m.in. współprowadził (z Pawłem Pawlikiem) audycję Szkółka niedzielna. W telewizji współpracował z Polsatem (z Andrzejem Sołtysikiem w Telepuzzlach) i TVN. Współtworzył i prowadził cykliczny program Etniczne klimaty w TVP3 Kraków o mniejszościach narodowych w Polsce.
Pracuje jako native speaker w Liceum Ogólnokształcącym z Oddziałem Dwujęzycznym im. Piotra Michałowskiego w Krakowie.
Ma trzech synów: Marvella (ur. 1993), Michaela (ur. 2001) i Mikołaja (ur. 1997)

## Filmografia
- 1988: Czarodziej z Harlemu – pastor Jefferson
- 1997: Ketchup Shroedera  – Mike
- 1999: Rodzina zastępcza – tata Elizy (odc. 16 pt. Polarnik)
- 2007: Ekipa – Kabo Abile, MSZ Urundii (odc. 12)
- 2008: Jan z drzewa – Muzahli
- 2008: Lejdis – pan Mzimo